# Eulepidotis delecta
Eulepidotis delecta là một loài bướm đêm trong họ Erebidae.